# Кріпильні вироби

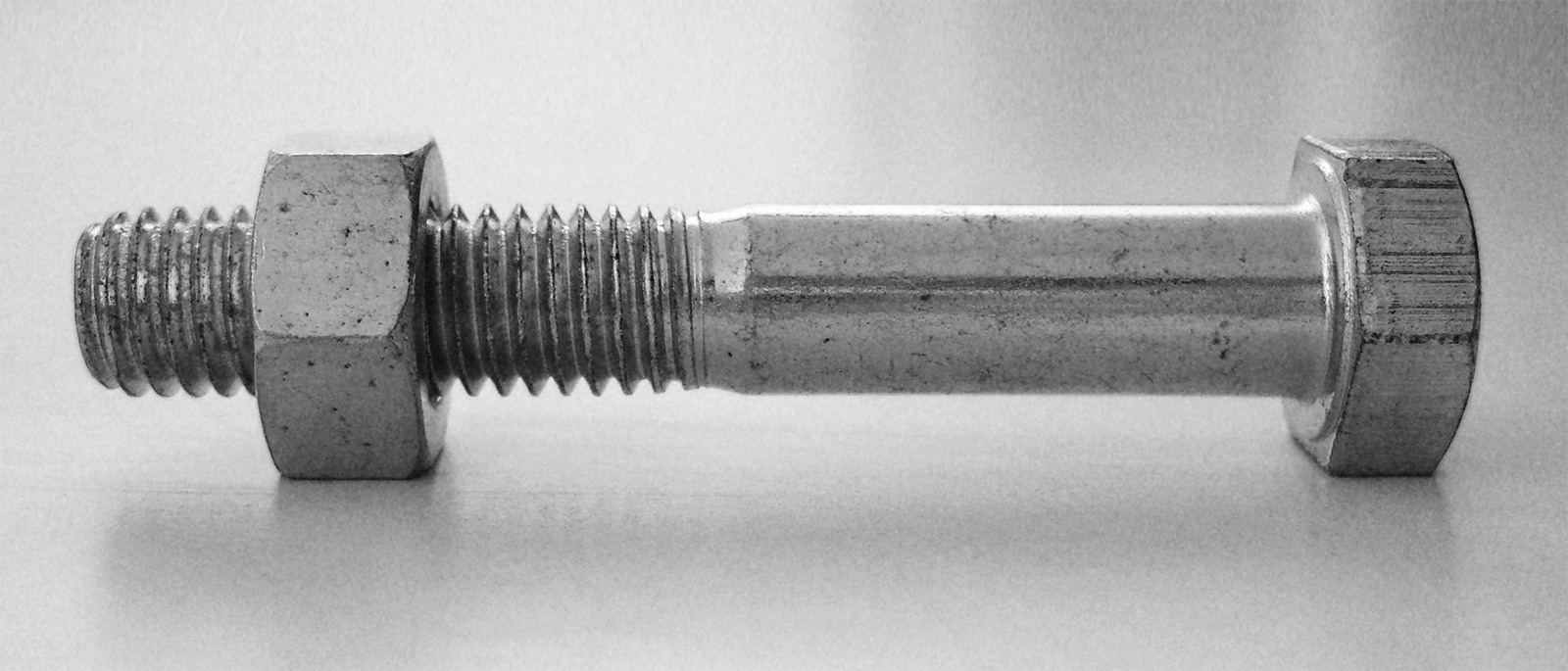
Болт з накрученою гайкою

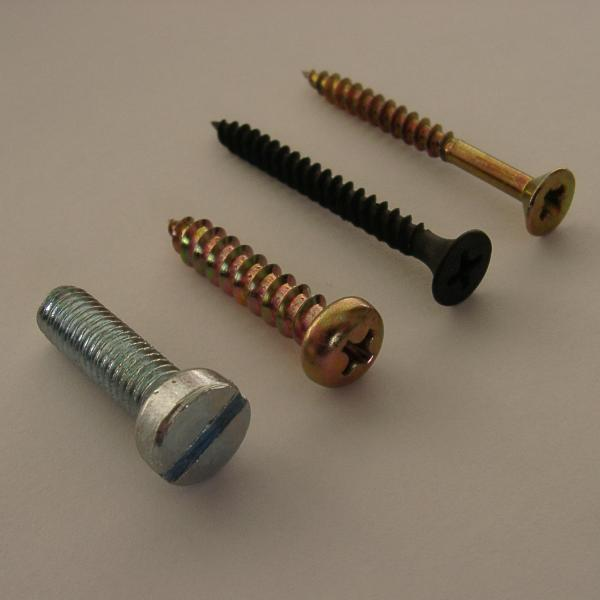
Гвинт та саморізи

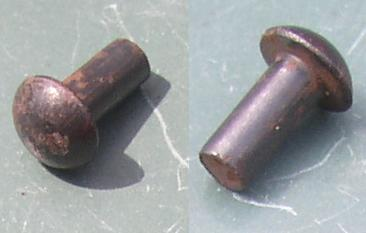
Заклепки

Кріпи́льні ви́роби (дета́лі) (кріплення) — стандартизовані вироби різноманітної номенклатури промислового або широкого призначення для утворення нерухомого з'єднання елементів конструкцій і машин.
Розрізняють кріпильні вироби (деталі):
- нарізні із зовнішньою наріззю — гвинти, болти, шурупи, шпильки;
- нарізні із внутрішньою наріззю — гайки, вкладиші;
- гладкі — заклепки, шплінти, штифти, цвяхи тощо.

Є також допоміжні кріпильні деталі, наприклад шайби, гайкові замки, прокладки, що їх встановлюють під гайки або головки болтів. Вони запобігають зминанню поверхонь, їхньому пошкоджуванню при загвинчуванні, саморозгвинчуванню при вібрації й ударах, перекривають зазори між стрижнями болтів і отворами в елементі конструкції тощо.
Стандартизації також підлягає інструмент для виготовлення кріпильних виробів (плашки, мітчики тощо) та для роботи з кріпильними виробами (гайкові ключі, викрутки, степлери, дюбельні пістолети тощо).
До кріпильних виробів також умовно відносять шпагат, в'язальний дріт, костилі, нагелі, шканти, скоби та інше.
В залежності від області використання поділяються на вироби для бетонних, сталевих, дерев'яних конструкцій тощо.
Вибір кріпильних виробів виконується за результатами розрахунку на силу та вид навантаження (осьове, поперечне, тангенціальне, змішане).
Кріпильні вироби виготовляють зі сталей різних марок, мідних та алюмінієвих сплавів, пластмас (наприклад, капрону, нейлону), а також гуми або картону (допоміжні деталі). їх застосовують у нарізевих з'єднаннях, заклепкових та у з'єднаннях з натягом.